# Ditrichaceae
Ditrichaceae, porodica pravih mahovina u redu Dicranales. Postoji 19 oriznatih rodova. Ime je dobila po rodu Ditrichum.

## Rodovi
1. Astomiopsis Müll.Hal.
2. Bryomanginia Thér.
3. Ceratodon Brid.
4. Cheilothela Broth.
5. Cladastomum Müll.Hal.
6. Cleistocarpidium Ochyra & Bednarek-Ochyra
7. Crumuscus W.R.Buck & Snider
8. Cygniella H.A.Crum
9. Ditrichopsis Broth.
10. Ditrichum Hampe
11. Kleioweisiopsis Dixon
12. ×Pleuriditrichum A.L.Andrews & F.J.Herm.
13. Pleuridium Rabenh.
14. Rhamphidium Mitt.
15. Skottsbergia Cardot
16. Strombulidens W. R. Buck
17. Trichodon Schimp.
18. Tristichium Müll.Hal.
19. Wilsoniella Müll.Hal.